# 양재훈 (수영 선수)
양재훈(1998년 5월 7일~)은 대한민국의 수영 선수이다. 

## 경력
1998년 경상남도 진해시에서 태어났으며 석동초, 석동중, 경남체고를 졸업했다.
경남체고 재학 시절인 2017년에 처음으로 대한민국 국가대표로 발탁되었다. 같은 해 7월 헝가리 부다페스트에서 열린 2017년 세계 선수권 대회에 참가했으며 자유형 50m에서 55위에 올랐다.
2018년 8월 인도네시아의 자카르타에서 열린 2018년 아시안 게임에 참가했으며 100m 자유형 8위에 올랐고 단체 종목인 100m와 200m 자유형 계영에서 4위, 100m 혼계영에서 5위에 올랐다. 이듬해인 2019년 7월에는 이탈리아 나폴리에서 열린 2019년 하계 유니버시아드에 참가했고 100m 자유형 8위, 200m 자유형 5위, 혼계영 100m 5위에 올랐다. 
같은 달 대한민국 광주에서 열린 2019년 세계 선수권 대회에 참가했으며 50m 자유형 19위, 100m 자유형 29위에 올랐다. 11월에는 러시아 카잔에서 열린 2019년 수영 월드컵에 참가했으며 이 대회 50m와 100m 자유형에서 6위, 200m 자유형에서 5위에 올랐다. 또한 김민석, 안세현, 정소은과 함께 출전한 혼성 자유형 100m 계영에서 러시아와 오스트레일리아팀의 뒤를 이어 동메달을 획득했다.
2022년 12월 오스트레일리아 멜버른에서 열린 2022년 세계 쇼트 코스 선수권 대회에 참가했다. 그는 이 대회 50m 자유형에서 32위, 100m 접영에서 24위에 올랐으며 황선우, 이호준, 김우민과 함께 출전한 200m 자유형 계영에서 4위에 올랐다. 이듬해인 2023년 7월에는 일본 후쿠오카에서 열린 2023년 세계 선수권 대회에 참가했으며 계영 종목에만 출전했다. 그는 황선우, 김우민, 이호준과 함께 출전한 200m 자유형 계영에서 6위, 100m 자유형 계영 17위, 혼성 100m 자유형 계영 13위에 올랐다. 같은 해 9월에는 중국 항저우에서 열린 2022년 아시안 게임에 참가했고 이호준, 황선우, 김우민과 함께 남자 200m 자유형 계영에서 7분 01.73초의 아시아 신기록을 세우면서 금메달을 획득했다. 또한 100m 자유형 계영에서도 예선전에 지유찬과 이유연, 김영범과 함께 출전하여 1위에 오르면서 결승 진출과 은메달 획득에 기여했다.